# Teo (Spagna)
Teo è un comune spagnolo di 17 625 abitanti situato nella comunità autonoma della Galizia.